# Egloffsteiner Felsenkeller

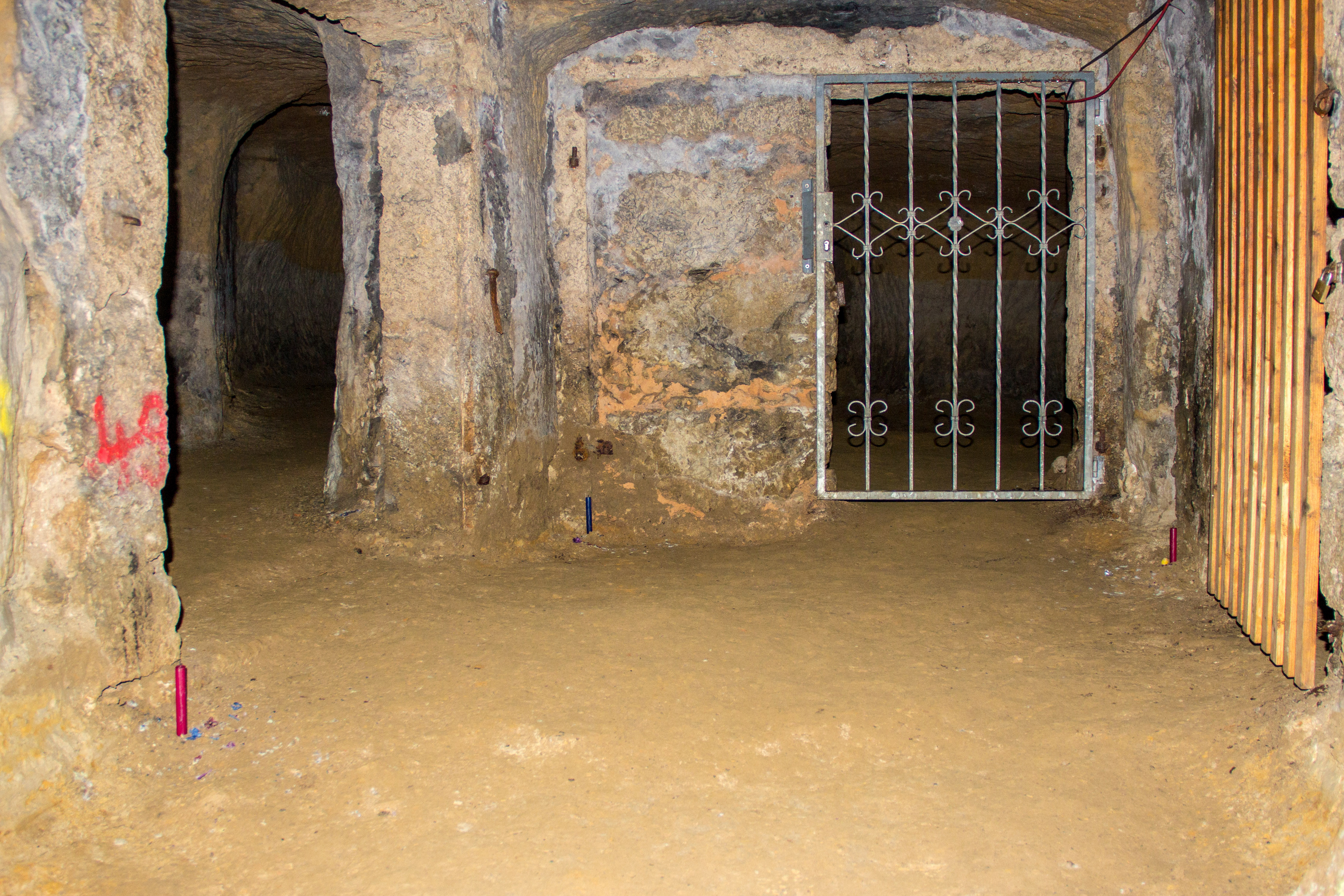
Felsenkeller in Egloffstein

Der Egloffsteiner Felsenkeller ist ein künstlich angelegter Felsenkeller im oberfränkischen Markt Egloffstein im Landkreis Forchheim in Bayern.

## Lage
Der Felsenkeller liegt unterhalb des Burgfelsens im Ortskern von Egloffstein. Drei Eingänge führen in das Innere des Berges. Zwei davon befinden sich in der Felsenkellerstraße unterhalb des Parkplatzes der Raiffeisenbank, der dritte führt von einer Scheune (Haus-Nr. 22) in die Keller.

## Beschreibung
Auf einer Ausdehnung von etwa 12.000 Quadratmetern führen 14 Kellergänge in einer Länge von rund 700 Metern in den Burgberg und bilden ein weitverzweigtes System von Parzellen, Gängen und Verbindungen. Man nimmt an, dass die Keller schon im frühen Mittelalter vorhanden waren. Damals diente die markante Burganlage zunächst als Zufluchtsstätte bei Gefahr. Später suchte man die Keller zum Schutz auf.
Anfang des 19. Jahrhunderts wurden 24 parzellierte Kellerabteilungen geschaffen und an die Egloffsteiner Bevölkerung vergeben. Die Egloffsteiner Wirte und Brauer, die noch bis Ende des 19. Jahrhunderts ihre eigene Kommunbrauerei unterhielten, lagerten dort ihre Biere, die Metzger ihr Fleisch und die Bauern Kartoffeln und Rüben.

## Geologie
Die oberen Lagen des Felsens werden von weißgelben bis hellgrauen Kalk- und Dolomitgesteinen bestimmt. In die darunterliegende, etwa 15 Meter mächtige Schicht sind die Keller in eine weiche Sandsteinschicht gegraben. Zwischen dem Jura und dem Sandstein befindet sich noch eine wasserundurchlässige Tonschicht. 
Die Sandsteinvorkommen eigneten sich für die Entnahme von Sand für das Baugewerbe. Seit 1728 wurden sie als Steinbruch und zur Gewinnung von Stubensand genutzt. 
Die gesamte Anlage ist vom Bayerischen Landesamt für Denkmalpflege als Baudenkmal (D-4-74-124-49) ausgewiesen. 

## Zugang
Die Keller sind ganzjährig offen und können auf eigene Gefahr besichtigt werden. Eine Beleuchtung ist nicht vorhanden. Führungen werden von der Tourist-Information Egloffstein organisiert. Zum Schutz der dort überwinternden Fledermäuse sollten die Keller jedoch von Oktober bis April nicht betreten werden.

## Bildergalerie

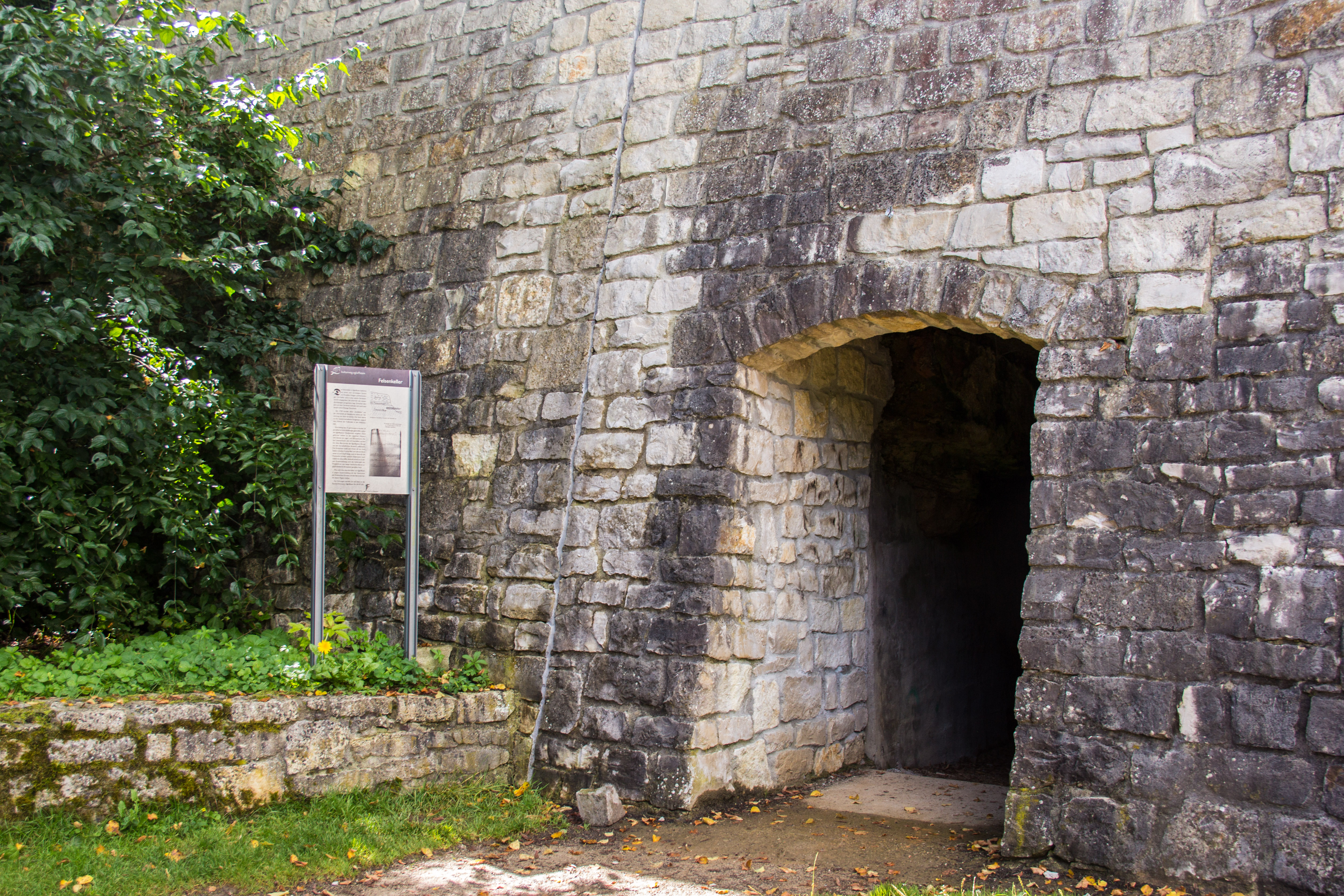
Eingang unterhalb des Parkplatzes
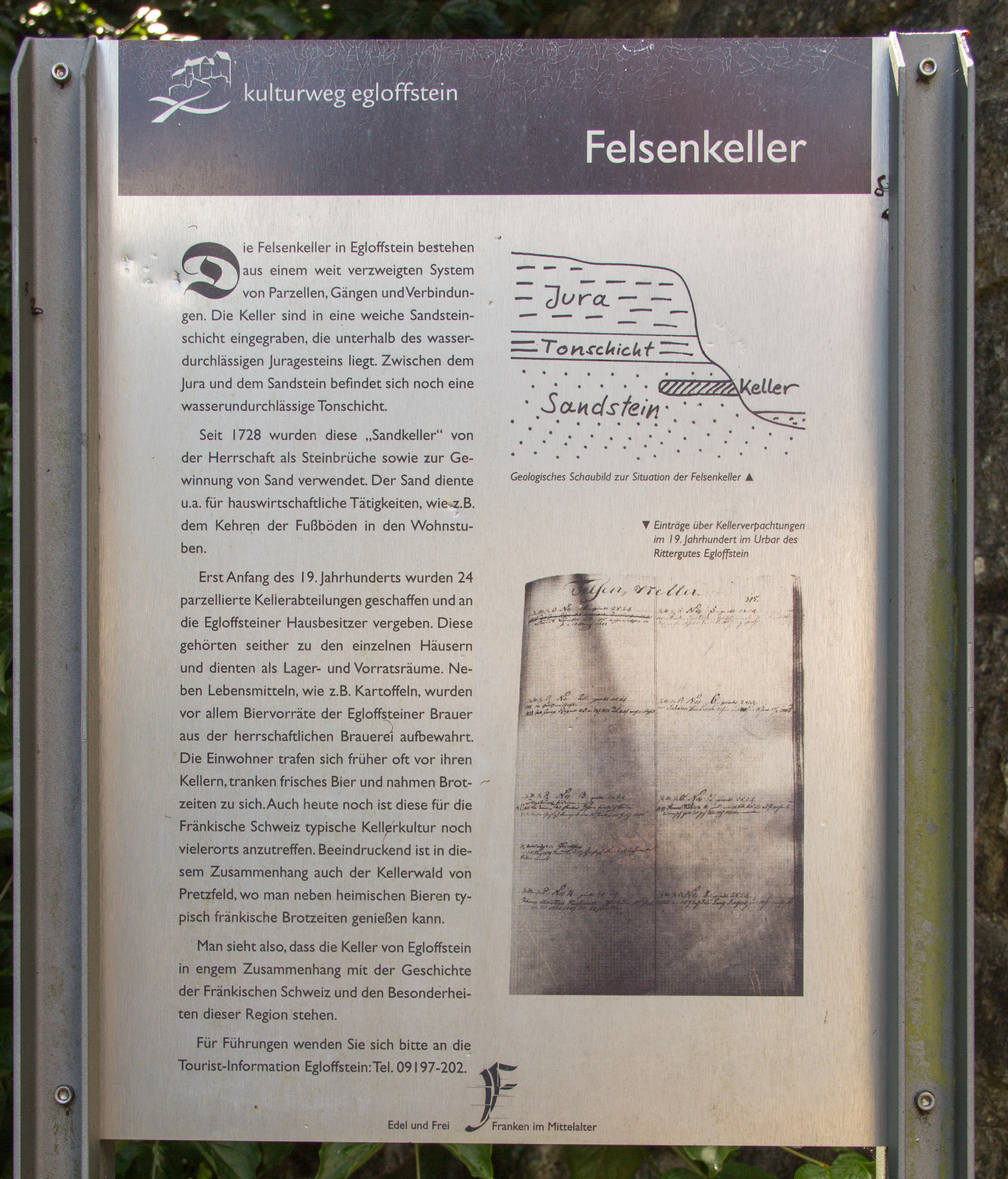
Infotafel, Kulturweg Egloffstein
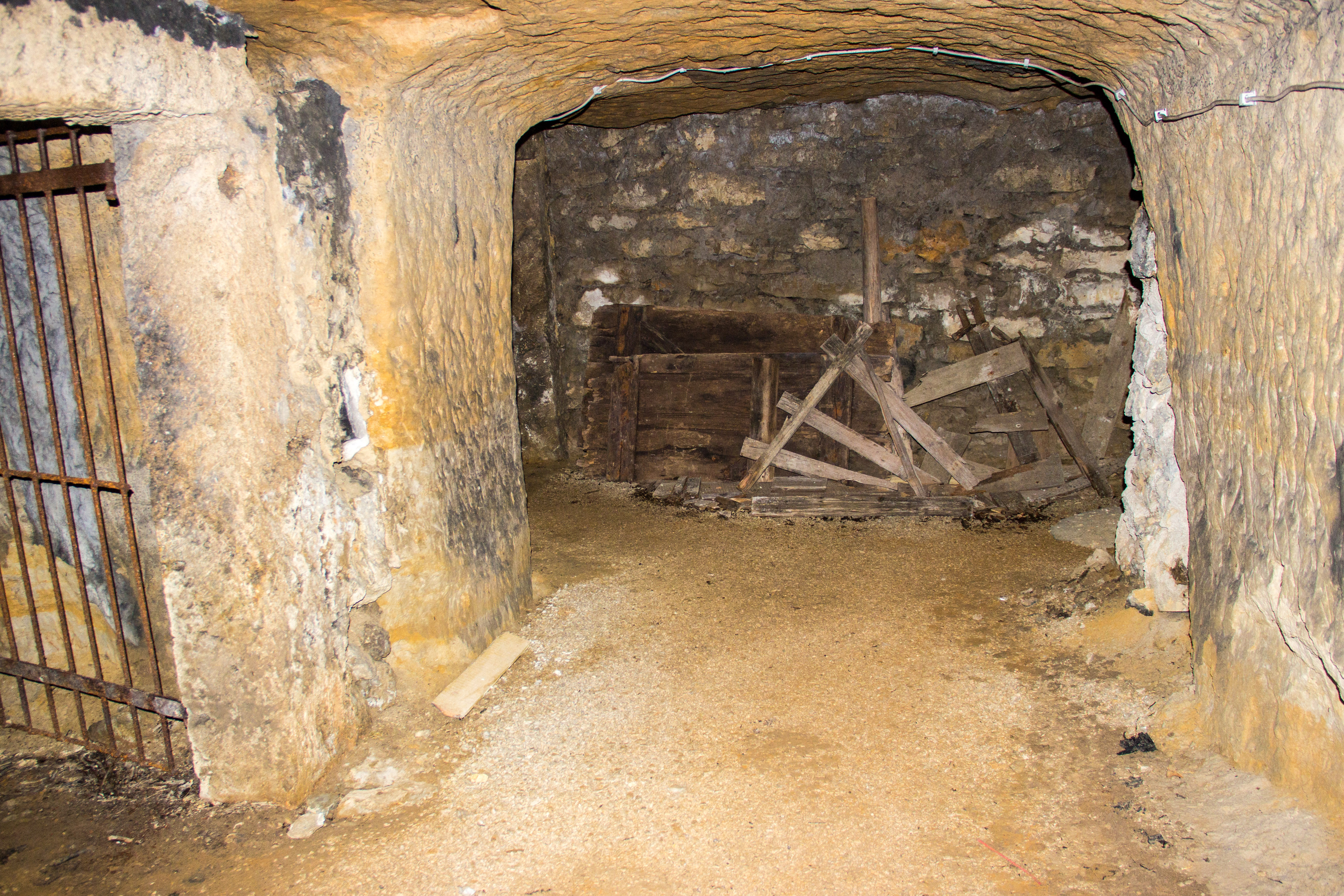
Aufgelassene Parzelle
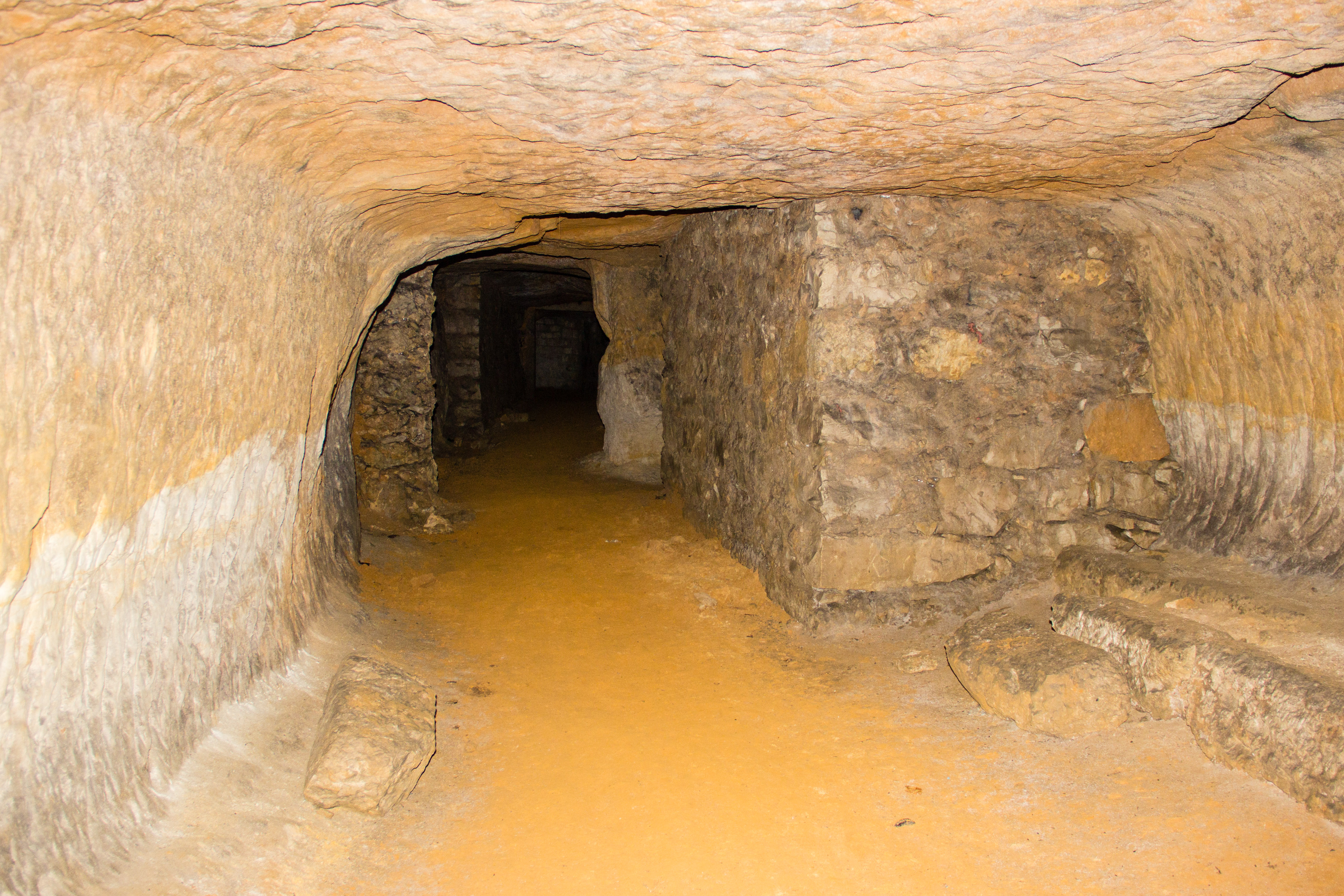
Parzelle mit Ganter
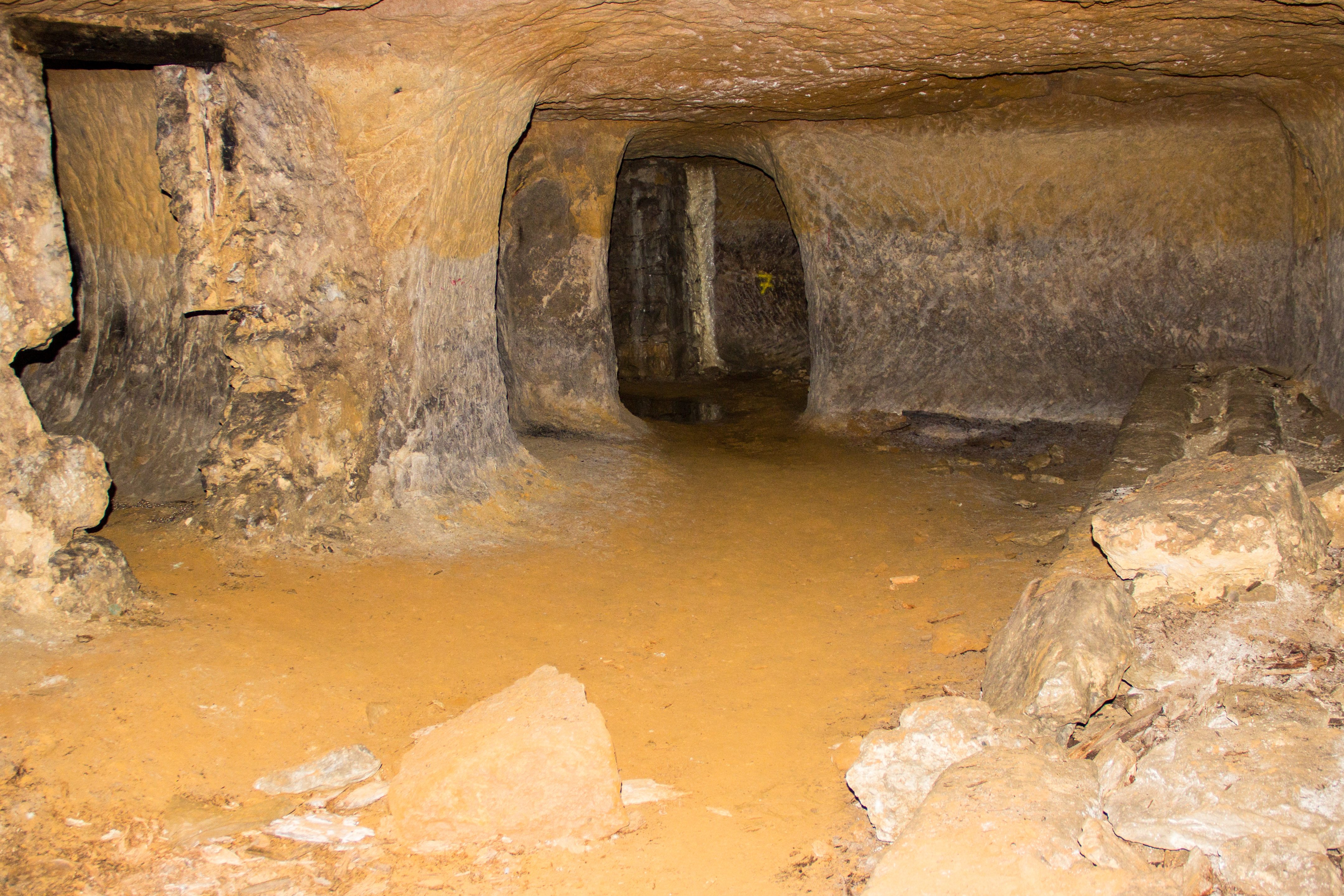
Labyrinthartige Gänge